# Голуб Оксана Вікторівна
Окса́на Ві́кторівна Го́луб (нар. 1 жовтня 1987) — українська веслувальниця. Бронзова призерка чемпіонату Європи. Майстер спорту України міжнародного класу.

## З життєпису
Народилась 1987 року. Представляла Миколаївську область. 
Здобула бронзову медаль на Чемпіонаті Європи з веслування 2011 року у змаганнях вісімок.
2018 року на Чемпіонаті Європи-2018 двійка Оксана Голуб/Анна Концева посіла четверте місце.